# Avenida Vitacura
La avenida Vitacura es una arteria vial del sector oriente de Santiago de Chile. Su trayecto pasa por las comunas de Providencia, desde su inicio hasta calle Nueva Tajamar, luego Las Condes hasta la Avenida Kennedy y Vitacura, donde pasa la mayor parte de su trazado.

## Historia
Como la comuna homónima, tiene el nombre del cacique Vitacura y es, en esencia, el antiguo camino incaico, que llevaba de Providencia a las casas de Lo Matta y Lo Gallo. Fue la familia Goycolea, a la que pertenecía el fundo principal de la zona, a la que se debe la urbanización emprendida en los años 1940 cuando lotearon esos terrenos, como antes lo hizo la familia Lyon con los que dieron origen al barrio El Golf. La avenida Vitacura se convirtió entonces en el eje principal de estos nuevos suburbios.
Un hito lo constituyó la construcción en 1952-1953 de la Iglesia de la Inmaculada Concepción, en la esquina surponiente con Alonso de Córdova; más tarde en sus cercanías surgieron el supermercado Unicoop (1968) y el Teatro Lo Castillo, en la esquina con Candelaria Goyenechea (plaza Lo Castillo).
A medida que con el correr de los años Vitacura se iba habitando hacia el oriente, se hizo necesario efectuar mejoras en la infraestructura de transporte para apoyar la migración de familias e instituciones hacia esta zona de Santiago. Se trataba de una población compuesta por familias de ingresos altos, medio altos y medios que permitió el surgimiento de sectores de grandes mansiones de estilo francés (en la calle Candelaria de Goyenechea) y viviendas de estilo inglés de 140 m² (sector de Francisco de Aguirre) y de conjuntos habitacionales dirigidos a la capa media. Entre las importantes mejoras infraestructurales que se realizaron en los años 1960 destacaron la construcción de las rotondas Pérez Zujovic e Irene Frei. La primera desapareció a fines de 2015 y en ese punto neurálgico con la Kennedy ha surgido un puente y un túnel para hacer más fluido el tránsito.
Entre las instituciones que emigraron del centro son dignas de mencionar, entre otras, la Clínica Alemana de Santiago, que antes se encontraba en Recoleta y ahora está en Vitacura 5951; el Estadio Alemán, conocido hoy como Estadio Manquehue (Vitacura 5841), el Yugoslavo, hoy Croata (Club Deportivo Estadio Croata, Vitacura 8049; cerca, en la siguiente cuadra, en el n.º 8751 está el Club Sirio Unido) —en este sector, en el n.º 7401, se erige la Iglesia de Nuestra Señora de las Mercedes, construida en 1990 en reemplazo de un templo anterior que databa de mediados de los años 1970 y que fue demolido—; la Universidad Tecnológica de Chile. 

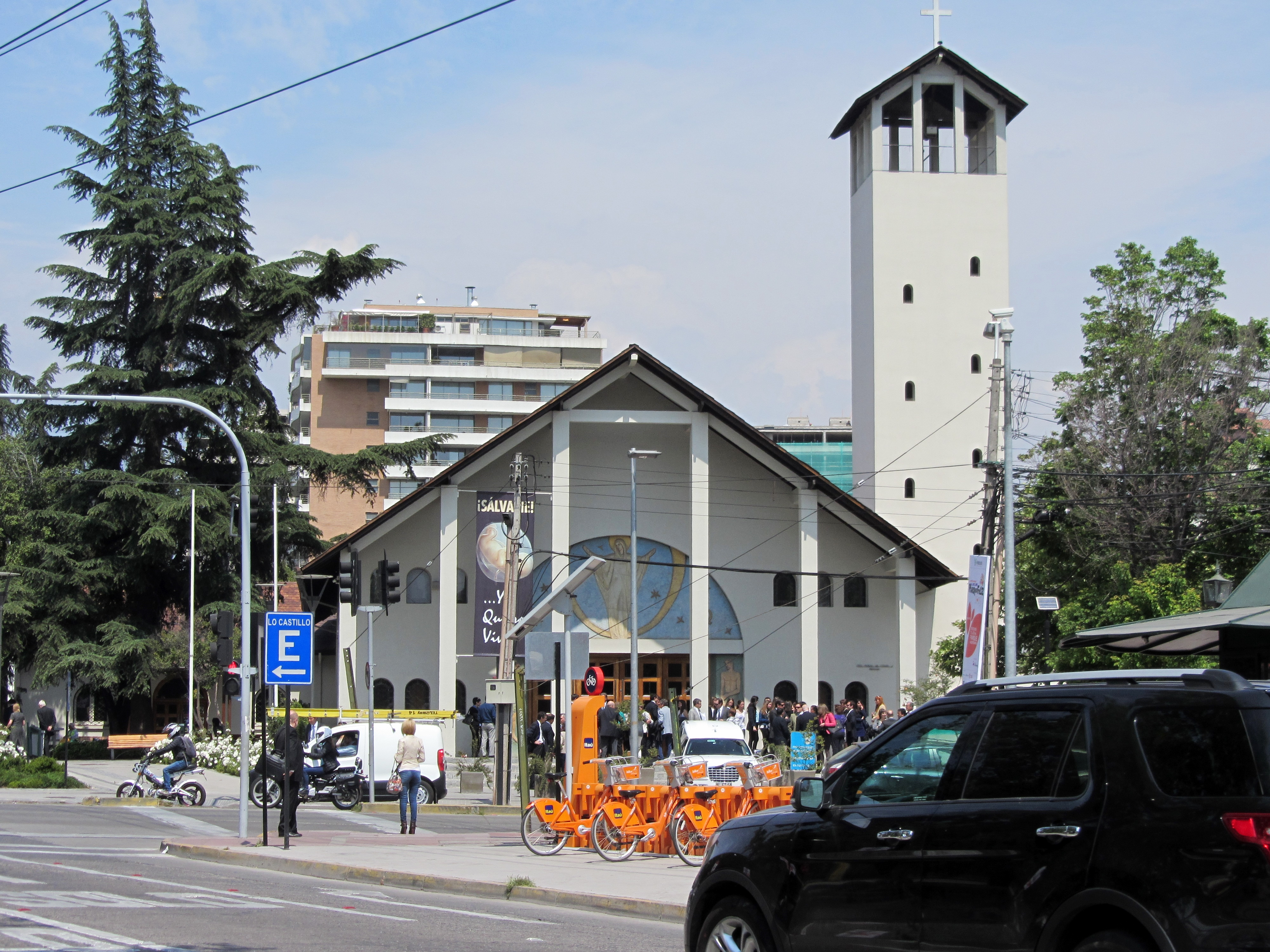
Iglesia de la Inmaculada Concepción

Si los primeros supermercados surgieron aquí en la segunda mitad de los años 1960, a principios de los año 1980 aparecen en la avenida los centros comerciales de tipo caracol, de los que el reconocido arquitecto Cristián Boza creó dos en la avenida: Lo Castillo (1980), en la esquina con Candelaria Goyenechea, y Eve (1981, también en el costado norte, entre Los Gomeros y Luis Carrera).
En su recorrido, la avenida Vitacura pasa por una serie de barrios: el financiero Sanhattan, hasta Kennedy; Las Nieves (en el triángulo formado con Alonso de Córdova por el oriente y Kennedy por el sur), seguido por Lo Castillo, hasta Américo Vespucio, pasado la cual se extiende Jardín del Este en el norte y Pío XI en el costado sur hasta Luis Carrera; después, por este mismo costado, viene Lo Garcés hasta Manquehue Norte; el pequeño Los Castaños en rectángulo formado con Gerónimo de Alderete, Las Hualtatas y Nicolás Gógol; Lo Gallo al norte, entre Los Aromos y Padre Hurtado, al que después de esta calle le sigue el barrio Padre Hurtado Norte, hasta Padre Damián Deveuster, al frente, Lo Matta, y finalmente el grande La Llavería, a uno y otro lado de Vitacura. 

## Calles adyacentes
La avenida Vitacura nace en su extremo oeste en la esquina con la calle Nueva Los Leones, en cuyo costado sur encuentra el Hospital Metropolitano de Santiago (ex Hospital Militar, entrada por Holanda) y al frente, ocupando prácticamente toda la manzana hasta Nueva Tobalaba, el Mall Costanera Center, que con sus 268 000 m² de superficie es uno de los centros comerciales más grandes de Sudamérica. Detrás del establecimiento comercial se ubica la Gran Torre Santiago, actualmente el rascacielos más alto de Iberoamérica.
Este es el tramo que queda en la comuna de Providencia; cruzando la calle Nueva Tajamar se ingresa, en Las Condes, al sector financiero de la capital, llamado Sanhattan. Las calles que después de Nueva Tajamar dan o atraviesan Vitacura en el tramo que pasa la comuna de Las Condes son: Encomenderos, Zúrich, Helvecia, Andrés Bello, Isidora Goyenechea —en la esquina suroriente con esta avenida se alza el Hotel Intercontinental—, Presidente Riesco, San Patricio, después de la cual Andrés Bello muere en la avenida Vitacura. 

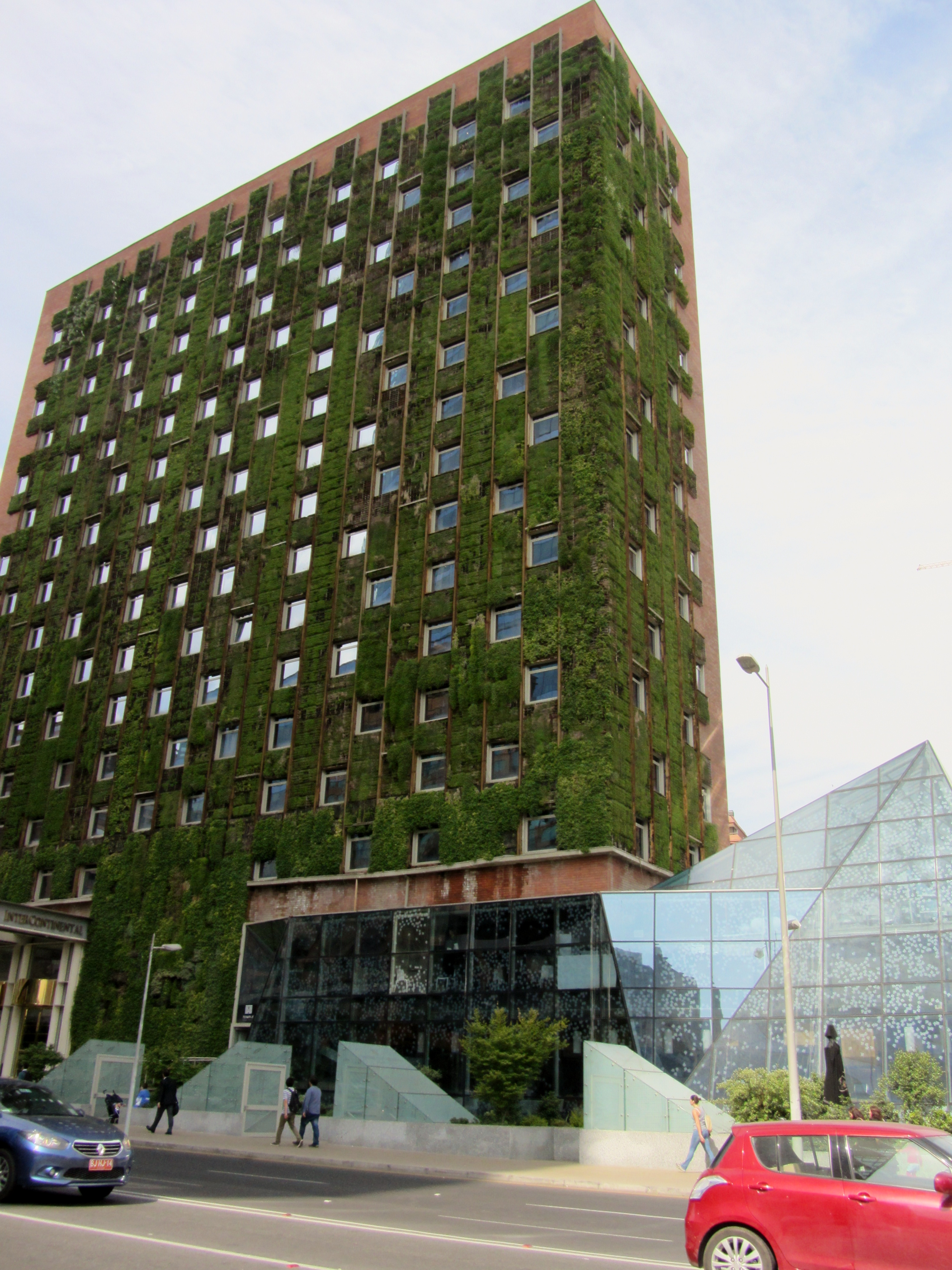
Hotel Intercontinental

Luego viene la Kennedy (donde estaba la Rotonda Pérez Zujovic) y comienza el sector de la comuna de Vitacura. Las calles que dan o cruzan la avenida Vitacura son: Los Abedules, Nueva Costanera, Las Catalpas, Sancho de la Hoz, Paul Claudel, Rodrigo de Quiroga, Navidad, Francisco de Aguirre, Armando Jaramillo, Los Acantos, avenida Alonso de Córdova —en la esquina surponiente se encuentra la Iglesia de la Inmaculada Concepción, y después de esta avenida se emplaza el barrio Lo Castillo, un sector exclusivo de la comuna,— , Pedro de Villagra, Candelaria Goyenechea, el paseo peatonal El Mañío, Eduardo Marquina, Finlandia, Los Luareles, San Patricio, Américo Vespucio, Bartolomé de las Casas, Arturo Ureta, Luis Pasteur, Pío XI —que al sur da nombre a un barrio residencial, y por la vereda norte el barrio Jardín del Este, famosa área residencial caracterizada por sus elegantes y costosas propiedades, Pedro Canisio, Alianza, Los Abetos, Fátima, Samoa, Los Gomeros, Luis Carrera, Querétaro, Cuernavaca, Lo Arcaya —zona esta donde se encuentra el barrio Lo Garcés y el estadio Manquehue, a uno de cuyos costados se emplaza la Clínica Alemana—; la intersección con la avenida Manquehue se realiza a través de la Rotonda Irene Frei. 
Más adelante se encuentran los barrios Lo Gallo y Padre Hurtado, por la vereda norte, y Lo Matta por el sur. Las calles después de Manquehue son: Rafael Maluenda, Coronel Arturo Avendaño, Islas Marianas, Nuestra Señora del Rosario, Arquitecto Jaime Sanfuentes, Embajador Doussinague, Walter Scott, Charles Dickens, Lo Beltrán, Miguel Comas, Gerónimo de Alderete, El Aromo, pasaje Bartolomé Sharp, Nicolás Gogol, pasaje El Nogal, García de Torres, San Félix, Pasaje Partenón, Detroit, Nilo Azul, Wisconsin, Corinto, Indiana, Monte Olimpo, Las Tranqueras, Padre Hurtado Norte, Padre Damián Deveuster, pasaje Vitacura, pasaje Rinconada, pasaje Carpicornio, Los Acacios, Virgo, Piscis, pasaje Nueva Lo Matta, Lo Matta, Sagitario, Géminis, La Llavería —que da nombre a un barrio residencial donde se encuentra la Universidad Tecnológica de Chile—, La Aurora, El Manantial, Condominio Valle Central, Valle Central, Arquitecto Enrique Aguirre Herrera, y finalmente, la calle Tabancura, con la que empalma y que tiene acceso al norte por Santa Teresa de Los Andes hacia Lo Curro y La Dehesa y al sur hacia Las Condes.